# 5-Euro-Münze

Wertseite der 5-Euro-Münze Klimazonen der Erde: Tropische Zone von 2017 aus Deutschland (Kupfer-Nickel)

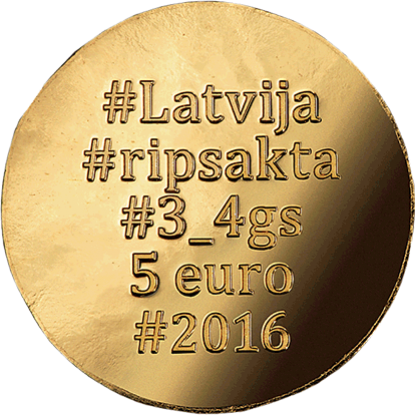
Wertseite der goldenen 5-Euro-Münze Goldene Nadel von 2016 aus Lettland

5-Euro-Münzen werden von mehreren europäischen Ländern herausgegeben. Die folgende Auflistung führt zu den entsprechenden Ausgabeländern und deren Sammlermünzen-Editionen:
- 5-Euro-Münze (Andorra), siehe Andorranische Euromünzen #5 Euro
- 5-Euro-Münze (Belgien), siehe Belgische Euromünzen #5 Euro
- 5-Euro-Münze (Deutschland), siehe Gedenkmünzen der Bundesrepublik Deutschland #5-Euro-Gedenkmünzen
- 5-Euro-Münze (Finnland), siehe Finnische Euromünzen #5 Euro
- 5-Euro-Münze (Frankreich), siehe Französische Euromünzen #5 Euro
- 5-Euro-Münze (Griechenland), siehe Griechische Euromünzen #5 Euro
- 5-Euro-Münze (Irland), siehe Irische Euromünzen #Sammlermünzen
- 5-Euro-Münze (Italien), siehe Italienische Euromünzen #5 Euro
- 5-Euro-Münze (Lettland), siehe Lettische Euromünzen #Sammlermünzen
- 5-Euro-Münze (Litauen), siehe Litauische Euromünzen #5 Euro
- 5-Euro-Münze (Luxemburg), siehe Luxemburgische Euromünzen #Sammlermünzen
- 5-Euro-Münze (Malta), siehe Maltesische Euromünzen #Sammlermünzen
- 5-Euro-Münze (Monaco), siehe Monegassische Euromünzen #Sammlermünzen
- 5-Euro-Münze (Niederlande), siehe Niederländische Euromünzen #Sammlermünzen
- 5-Euro-Münze (Österreich), siehe Österreichische Euromünzen #5 Euro
- 5-Euro-Münze (Portugal), siehe Portugiesische Euromünzen #5 Euro
- 5-Euro-Münze (San Marino), siehe San-marinesische Euromünzen #5 Euro
- 5-Euro-Münze (Slowakei), siehe Slowakische Euromünzen #5 Euro
- 5-Euro-Münze (Spanien), siehe Spanische Euromünzen #5 Euro
- 5-Euro-Münze (Vatikan), siehe Vatikanische Euromünzen #5 Euro
- 5-Euro-Münze (Zypern), siehe Zyprische Euromünzen #5 Euro